# Mykola Hrynko
Mykola Hryhorowytsch Hrynko (ukrainisch Микола Григорович Гринько, russisch Николай Григорьевич Гринько / Nikolai Grigorjewitsch Grinko; * 22. Mai 1920 in Cherson, Ukrainische Sozialistische Sowjetrepublik; † 10. April 1989 in Kiew, Ukrainische SSR, Sowjetunion) war ein sowjetischer Schauspieler ukrainischer Abstammung.

## Leben
Von 1946 bis 1955 war Nikolai Grinko alias Mykola Hrynko am Dramatischen Theater in Saporischschja beschäftigt. Sein Filmdebüt hatte er 1956 in einem Film von Wiktor Iwtschenko. In den 1960er-Jahren arbeitete er mehrfach mit den Regisseuren Alexander Alow und Wladimir Naumow zusammen. Berühmt wurde Hrynko weltweit als „Anton Tschechow“ in Sergei Jutkewitschs Sujet für eine Kurzgeschichte (1970) als Partner Marina Vladys. Andrei Tarkowski engagierte Mykola Hrynko für seine Filme Iwans Kindheit, Andrej Rubljow, Solaris, Der Spiegel und Stalker. In dem populären Kinderfilm Der elektronische Doppelgänger (Abenteuer des Elektronik; 1979) spielte er den Professor Gromow. Eine seiner letzten großen Rollen hatte er in der internationalen Großproduktion Teheran 43.
Grinko erhielt 1988 die Auszeichnung „Volkskünstler der Ukrainischen SSR“. Er starb in Kiew und wurde dort auf dem Baikowe-Friedhof beerdigt.

## Filmografie (Auswahl)
- 1957: Wie der Stahl gehärtet wurde (Павел Корчагин)
- 1962: Iwans Kindheit (Иваново детство)
- 1965: Schatten vergessener Ahnen (Tini zabutych predkiv)
- 1966: Andrej Rubljow (Андрей Рублёв)
- 1966: Krieg und Frieden (Война и мир)
- 1969: Sujet für eine Kurzgeschichte (Сюжет для небольшого рассказа)
- 1972: Solaris (Солярис)
- 1975: Der Spiegel (Зеркало)
- 1975: Der Specht kennt keine Kopfschmerzen (Ne bolit golowa u djatla)
- 1977: Der Krieg ist kein Abzählspiel (Аты-баты, шли солдаты …)
- 1979: Der elektronische Doppelgänger (Приключения Электроника)
- 1979: Stalker (Сталкер)
- 1981: Peters Jugend (Юность Петра)
- 1981: Teheran 43 (Тегеран-43)